# Mitella acerina
Mitella acerina är en stenbräckeväxtart som beskrevs av Tomitaro Makino. Mitella acerina ingår i släktet Mitella och familjen stenbräckeväxter. Inga underarter finns listade i Catalogue of Life.